# Мушкатла
Мушкатла, пеларгонија и белагона су називи за биљке рода Pelargonium. Род обухвата око 200 врста зељастих биљака, од којих се неке узгајају као кућне (украсне), а неке су битне у индустрији мириса. Центар распрострањења рода је јужна Африка, посебно Капска флористичка област. Стручни назив рода потиче од грчке речи πελαργός (пеларгос = рода), јер облик цвета подсећа на кљун ове птице.

## Опис биљака
Мушкатле су једногодишње или вишегодишње зељасте биљке, са наизменичним лисном распоредом. Облик листова је веома варијабилан. Мушкатле поседују жлездане длаке на стаблу и листовима, које садрже ароматична уља. Цветови су зигоморфни, сакупљени у цвасти. Плод је шизокарпијум.

## Галерија
- Собна мушкатла
- Лист швалера
- Хибридна мушкатла
- Висећа мушкатла